# Дадли Уорд, Фрида
Уи́нифред Мэ́й Мо́неш, марки́за де Ка́са Мо́ри (англ. Winifred May Mones, Marquesa de Casa Maury; 28 июля 1894 — 16 марта 1983, Лондон) — британская аристократка и светская львица, любовница принца Уэльского Эдуарда Альберта, который в 1936 году стал королём Эдуардом VIII.

## Биография
Уинифред Мэй Биркин родилась 28 июля 1894 года в семье полковника Чарльза Уилфреда Биркина и его супруги, американки Клэр Ллойд Хоу. По линии отца она была внучкой сэра Томаса Биркина, 1-го баронета, владельца завода по производству кружев.
В 1918 году Фрида, будучи замужней женщиной, познакомилась в Лондоне с наследником престола Эдуардом Альбертом. Фрида став его любовницей, проводила с ним время и состояла в активной переписке. Отношения Фриды с наследником престола были известны в аристократических кругах и продолжались в течение многих лет. Будущий премьер-министр Уинстон Черчилль в 1927 году сказал об этом:«Довольно жалко видеть принца и Фриду. Его любовь так очевидна и неприкрыта».
Скончалась 16 марта 1983 года в своём доме в Лондоне в возрасте 88 лет.

## Семья

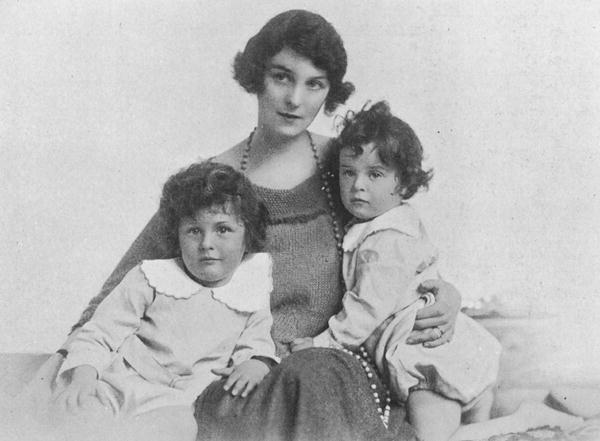
Фрида Дадли Уорд с дочерьми в 1918 году

В 1913 году, Фрида в возрасте 19 лет вышла замуж за Уильяма Дадли Уорда, британского яхтсмена и политика. Брак Фриды с Уильямом продолжался в течение 18 лет и закончился разводом в 1931 году, как сообщается из-за супружеской измены. У пары в браке были две дочери:
- Пенелопа Дадли-Уорд[англ.] (4 августа 1914 — 22 января 1982) — актриса, в 1-м браке с Энтони Пелиссье[англ.], была одна дочь; во втором браке с Кэролом Ридом был сын.
- Клэр Энджел Дадли-Уорд (25 мая 1916 — 9 декабря 1999), была женой генерала Роберта Лэйкока[англ.], в браке было 3 дочери и 2 сына.

В 1937 году она во второй раз вышла замуж за Педро Монеша, 1-го маркиза де Каса Мори, британского офицера, который был по происхождению кубинцем. Супруги состояли в браке в течение 17 лет и развелись в 1954 году; этот брак был бездетным.